# Дхамек
Дхамек — ступа, древний памятник буддийской архитектуры. Расположен в Сарнатхе, в 13 км от священного города Варанаси (индийский штат Уттар-Прадеш). По преданию, именно здесь Будда произнёс свою первую проповедь после достижения просветления, тем самым запустив Колесо дхармы. В ознаменование этого события император Ашока воздвиг здесь одну из самых ранних ступ в 249 г. до н. э. От этой постройки в настоящее время остались лишь немногочисленные рельефы. Существующее массивное здание возведено в нач. VI в н. э. Его высота 43.6 м, диаметр — 28 метров.